# Taltoli
Taltali (en bengali : তালতলী) est une upazila du Bangladesh dans le district de Barguna. En 1991, on y dénombrait 88 004 habitants.